# Altmarks voetbalkampioenschap 1928/29
In 1928/29 werd het dertiende Altmarks voetbalkampioenschap gespeeld, dat georganiseerd werd door de Midden-Duitse voetbalbond. 
FC Viktoria 1909 Stendal werd kampioen en plaatste zich voor de Midden-Duitse eindronde. De club versloeg VfB 07 Klötze en verloor dan van Cricket-Viktoria Magdeburg.
FC Minerva Wittenberge wijzigde de naam in SC Minerva Wittenberge. 

## Gauliga
| Plaats | Club                        | Wed. | W  | G | V  | Saldo  | Ptn.  |
| ------ | --------------------------- | ---- | -- | - | -- | ------ | ----- |
| 1.     | FC Viktoria 1909 Stendal    | 17   | 15 | 1 | 1  | 103:20 | 31:3  |
| 2.     | SC Herta Wittenberge        | 18   | 13 | 2 | 3  | 78:39  | 28:8  |
| 3.     | FC Saxonia 1907 Tangermünde | 18   | 13 | 0 | 5  | 72:38  | 26:10 |
| 4.     | FC Siegfried Wahrburg       | 17   | 10 | 1 | 6  | 69:36  | 21:13 |
| 5.     | SuS Stendal                 | 18   | 8  | 2 | 8  | 62:52  | 18:18 |
| 6.     | SV 1888 Wittenberge         | 18   | 7  | 2 | 9  | 41:60  | 16:20 |
| 7.     | VfL Gardelegen              | 18   | 5  | 3 | 10 | 48:44  | 13:23 |
| 8.     | SpV Eichstedt-Goldbeck      | 18   | 6  | 1 | 11 | 39:52  | 13:23 |
| 9.     | SC Minerva 1909 Wittenberge | 18   | 5  | 0 | 13 | 34:105 | 10:26 |
| 10.    | FV Fortuna Tangermünde      | 18   | 1  | 0 | 17 | 12:112 | 2:34  |

|  | Kampioen, geplaatst voor Midden-Duitse eindronde |
|  | Degradatie                                       |